# Morsbach (Schleiden)
Morsbach ist ein Stadtteil von Schleiden im nordrhein-westfälischen Kreis Euskirchen.

## Lage

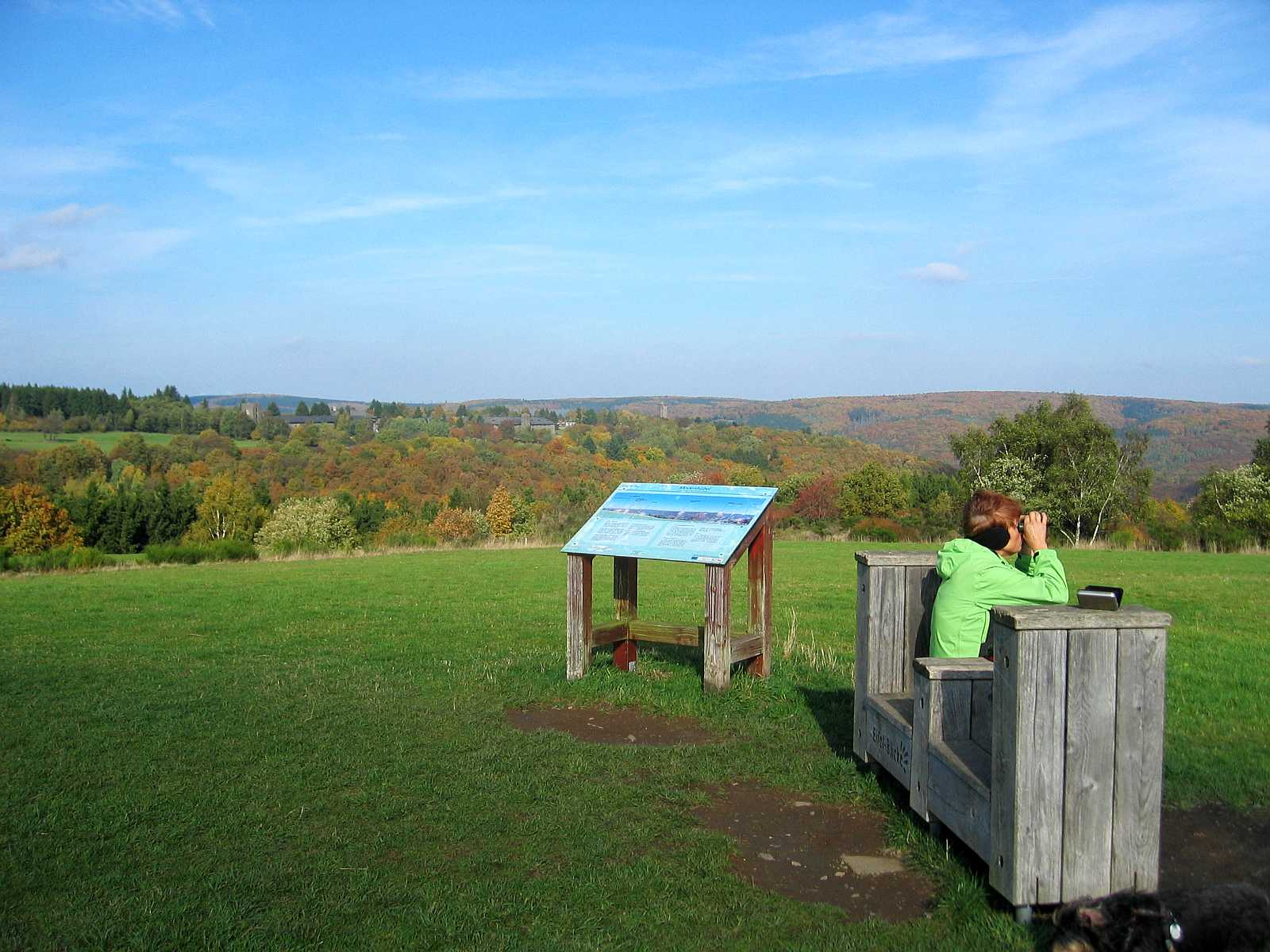
Im Nationalpark Eifel, nah bei Gemünd bzw. Urftstausee und Burg Vogelsang auf der Dreiborner Hochfläche bei Morsbach (Modenhübel)

Morsbach liegt in der Rureifel, nordwestlich von Schleiden, unweit der Grenze zu Belgien auf der Dreiborner Hochfläche über dem Tal der Urft am Nationalpark Eifel. Am westlichen Ortsrand entspringt der gleichnamige Morsbach, welcher in nördlicher Richtung verläuft und in die Urfttalsperre mündet. Westlich liegt die Dreiborner Hochfläche und nördlich von Morsbach liegt, jenseits des Morsbaches, die ehemalige Ordensburg Vogelsang.

## Geschichte
Im 14. Jahrhundert gehörte Morsbach zur Jülicher Unterherrschaft Dreiborn.
Bis zur Neugliederung der Gemeinden und Kreise des Neugliederungsraumes Aachen, die am 1. Januar 1972 wirksam wurde, gehörte Morsbach zur gleichzeitig aufgelösten Gemeinde Dreiborn.

## Sehenswürdigkeiten und Kultur

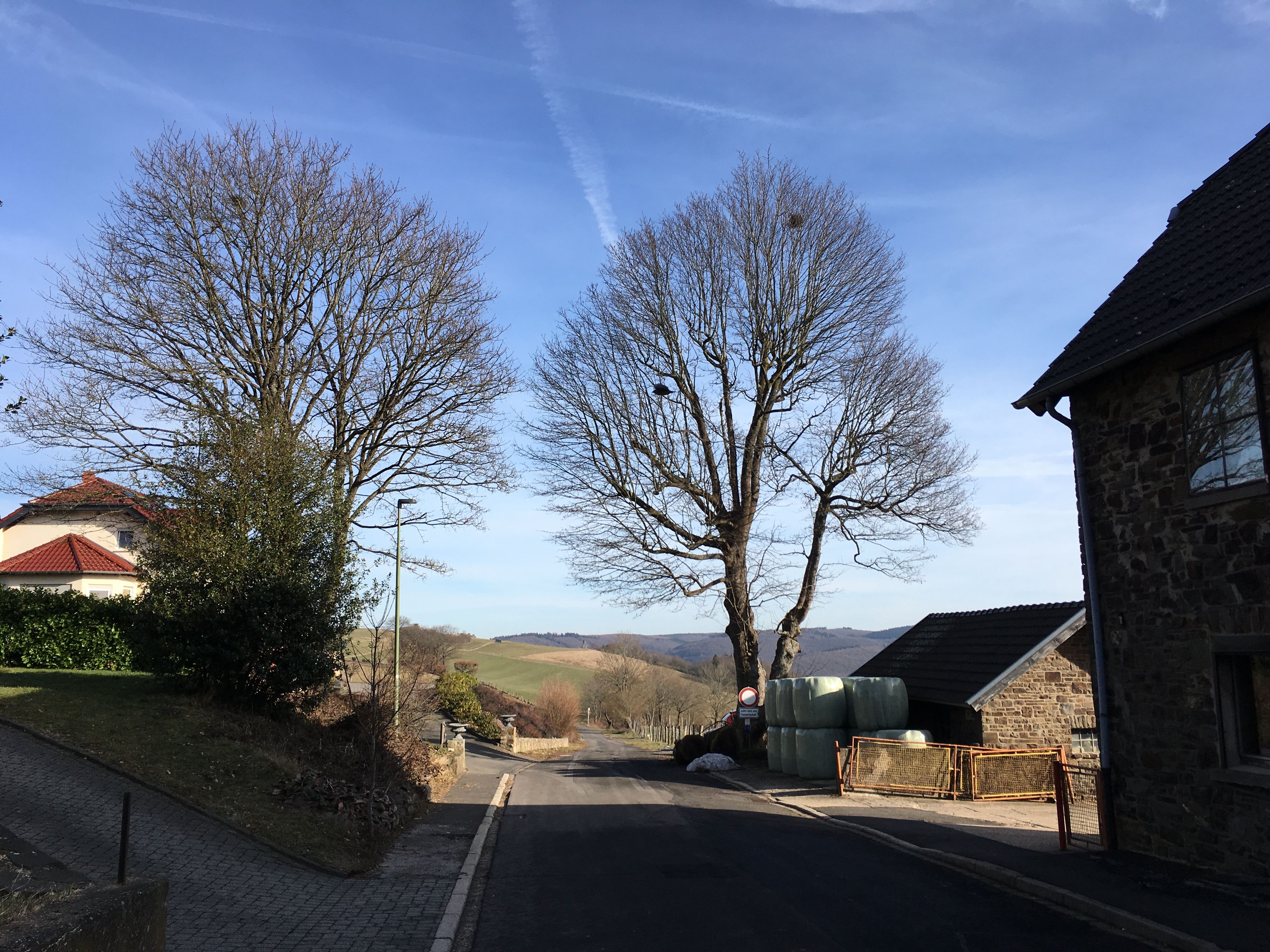
Dorfstraße, im Hintergrund der Modenhübel

- Höhenlage mit einem weiten Fernblick vom Modenhübel über das Tal der Urft, der nahe Nationalpark Eifel und die Dreiborner Hochfläche.
- Urfttalsperre
- ehemalige NS-Ordensburg Vogelsang
- Naturschutzgebiet Morsbachtal westlich Morsbach
- Ein reges Vereinsleben verbindet Morsbach mit dem Nachbarort Herhahn.

## Verkehr
Morsbach liegt an der B 266. Die nächsten Autobahnanschlussstellen sind Bad Münstereifel / Mechernich auf der A 1 und Aachen-Lichtenbusch auf der A 44.
Der Ort liegt im Verbundraum des Verkehrsverbundes Rhein-Sieg (VRS). Die Buslinien des VRS werden vom Regionalverkehr Köln (RVK) betrieben. Darüber hinaus ist Morsbach  mit Buslinie 63 aus dem Aachener Verkehrsverbund (AVV) verbunden, welche von der ASEAG betrieben wird.
| Linie | Betreiber | Verlauf |
| ----- | --------- | --- |
| 63    | ASEAG     | Simmerath – Kesternich – Rurberg – Einruhr – Vogelsang IP (– Morsbach – Herhahn – Gemünd / Schleiden)                                        |
| 831   | RVK       | MiKE (außer im Schülerverkehr Gemünd – Dreiborn): Gemünd – (Herhahn –) Morsbach – Dreiborn – Berescheid – Ettelscheid – Scheuren – Schleiden |
| SB82  | RVK       | NationalparkShuttle: Kall Bf – Gemünd – Herhahn – Morsbach – Anlage Vogelsang (– Schleiden Busbf)                                            |